# Tuan Le
Tyan Le (né le 15 février 1978 à Paris, France) est un joueur professionnel viêtnamo-américain de poker connu pour son agressivité et ses prises de risques.
Il remporte en 2005 le WPT (World Poker Tour) championship au Bellagio avec comme gain 2,856,150$.